# Château de Roset-Fluans
Le château de Roset-Fluans est situé sur la commune de Roset-Fluans, dans le département du Doubs, en Franche-Comté.

## Historique
Le château est cité dès le début du XIIe siècle. Pris par les troupes de Mahaut d'Artois en 1305, le castel médiéval est déclaré au XVIe siècle «désert par fortune de feu et de guerre». Gilles Rousseau dit le Marseillais s'en rend acquéreur en 1681 et sa famille reconstruit le château sous sa forme actuelle au début du XVIIe siècle. Le Moulin, établi en 1584 sur l'île de la Froidière et propriété du prince d'Orange, fut détruit et reconstruit en 1672. Il cesse son activité vers 1950.
Le château est inscrit au titre des monuments historiques en 2016,.